# حشره‌خوار میندورو
 حشره‌خوار میندورو (نام علمی: Crocidura mindorus) نام یک گونه از سرده حشره‌خوارهای دندان‌سفید است.